# قائمة الأمراض التي تنتشر عن طريق اللا فقاريات
تُعد اللا فقاريات ناقلات شائعة جدًا للأمراض. الناقل هو عبارة عن كائن حي ينشر المرض من مُضيف إلى آخر. تنشر اللا فقاريات مسببات الأمراض البكتيرية والفيروسية والأولية من خلال آليتين رئيستين. إما عن طريق لسعها، كما في حالة الملاريا التي تنتشر عن طريق البعوض؛ أو عن طريق البراز، كما هو الحال في داء شاغاس الذي ينتشر عن طريق بق الفسفس أو التيفوس الوبائي الذي ينتشر عن طريق قمل جسم الإنسان.
تعتبر العديد من اللا فقاريات مسؤولة عن نقل الأمراض. ربما يكون البعوض من أفضل أنواع اللا فقاريات المعروفة وينقل مجموعة واسعة من الأمراض المدارية بما في ذلك الملاريا وحمى الضنك والحمى الصفراء. ويمتلك الذباب مجموعة كبيرة من الناقلات أيضًا. تنقل أنواع ذبابة الرمل داء الليشمانيات المرضي، عن طريق لعب دور الناقلات الأولية لأنواع الليشمانية، وتنقل ذبابة تسي تسي المثقبيات الأولية (المثقبيات البروسية الغامبية والمثقبيات البروسية الروديسية) التي تسبب داء المثقبيات الأفريقي (مرض النوم). بينما يشكّل القُرّاد والقمل مجموعة كبيرة أخرى من الناقلات اللا فقارية. تسبب بكتيريا بوريليا برغدورفيرية داء لايم، وينتقل هذا الداء عن طريق القُرّاد، وينقل القمل أعضاء من جنس بكتيريا الريكيتسيا. على سبيل المثال، تنقل قملة الجسم البشري بكتيريا الريكتسية البروفاتسيكية التي تسبب التيفوس الوبائي.
على الرغم من أن الأمراض التي تنقلها اللا فقاريات تشكل تهديدًا خاصًا في كل من قارات إفريقيا وآسيا وأمريكا الجنوبية، هناك طريقة واحدة للسيطرة على الأمراض التي تنقلها اللا فقاريات، والتي تتمثل في مكافحة ناقلات اللا فقاريات. على سبيل المثال، تتمثل إحدى طرق الحد من الملاريا في مكافحة ناقلات البعوض من خلال استخدام الناموسيات التي تمنع التماس المباشر مع بالبشر.